# Coelospermum salomoniense
Coelospermum salomoniense är en måreväxtart som först beskrevs av Adolf Engler, och fick sitt nu gällande namn av Jan Thomas Johansson. Coelospermum salomoniense ingår i släktet Coelospermum och familjen måreväxter. Inga underarter finns listade i Catalogue of Life.